# Luzonstruikzanger
De luzonstruikzanger (Horornis seebohmi synoniem:Cettia seebohmi) is een endemische vogelsovogelsoort uit de familie van de Cettiidae. De luzonstruikzanger komt alleen voor in berggebieden van de Filipijnen.

## Kenmerken
De vogel is 12 cm lang. Het is een middelgrote soort uit de groep van de struikzangers. Hij heeft een lange, bleekgrijze wenkbrauwstreep die met een vleugje roodbruin gekleurd is. Verder heeft de vogel een donkere oogstreep en is de oorstreek ook donker gestreept. De vogel is van boven roodbruin en van onder grijs. De buik is lichter, bijna wit, de flanken heel licht warm bruinachtig gekleurd.

## Verspreiding en leefgebied
Deze struikzanger komt alleen voor in het noordwesten van het eiland Luzon in de Centrale Cordillera. Het leefgebied bestaat uit dicht struikgewas in half open gemengd bos op meer dan 800 m boven de zeespiegel.

## Status
De soort werd eerst beschouwd als een ondersoort van de Japanse struikzanger (H. diphone) maar blijkt meer verwantschap te vertonen met de bergstruikzanger (H. fortipes). De grootte van de populatie is niet gekwantificeerd, maar de populatie wordt stabiel geacht. Daarom staat deze struikzanger als niet bedreigd op de Rode Lijst van de IUCN.